# Нидинське сільське поселення
Ни́динське сільське поселення (рос. Ныдинское сельское поселение) — сільське поселення у складі Надимського району Ямало-Ненецького автономного округу Тюменської області Росії.
Адміністративний центр та єдиний населений пункт — село Нида.
Населення сільського поселення становить 1841 особа (2017; 1792 у 2010, 1795 у 2002).